# Hotel Mazar
El Hotel Mazar es un hotel en Mazar-e Sarif, en el país asiático de Afganistán. El hotel está decorado con un estilo de 1930 que tienen todos los techos altos, comedores grandes y pilares. Descrito como un hotel de "clase media", a pesar de ser uno de los mejores hoteles de la ciudad, a finales de 1970 el hotel fue conocido por dar cabida también a los campistas.